# Parcani, Stînga Nistrului
Parcani este un sat din Unitățile Administrativ-Teritoriale din Stînga Nistrului (Transnistria), Republica Moldova. A fost atestat documentar pentru prima oară în 1768.
Conform recensământului sovietic din anul 1939, populația localității era de 7.363 locuitori, dintre care 111 (1.51%) moldoveni (români), 6.614 (89.83%) bulgari, 373 (5.07%) ruși și 230 (3.12%) ucraineni.
Conform recensământului din anul 2004, populația localității era de 10.543 locuitori, dintre care 824 (7.81%) moldoveni (români), 1.180 (11.19%) ucraineni, 1.668 (18.82%) ruși și 6.648 (63.05%) bulgari.

## Personalități

### Născuți în Parcani
- Dmitri Mișcenko (1901–1982), om de stat sovietic moldovean, Erou al Muncii Socialiste
- Nicolai Diordița (n. 1956), colonel al Forțelor Armate Ruse, Erou al Federației Ruse